# Rock & Rule
Rock & Rule è un film d'animazione per adulti canadese del 1983, di genere musical fantascientifico, prodotto da Michael Hirst e Patrick Loubert, scritto da John Halfpenny e Peter Sauder, diretto da Clive A. Smith e con le voci di Don Francks, Greg Salata e Susan Roman.
Incentrato sulla musica rock, Rock & Rule include brani di Cheap Trick, Debbie Harry, Lou Reed, Iggy Pop e Earth, Wind & Fire. La storia si svolge in un lontano futuro post-apocalittico popolato da animali umanoidi simili a ratti, che si sono evoluti secoli dopo la terza guerra mondiale. Il film fu un flop commerciale, incassando $ 30.379 con un budget di $ 8 milioni, ma ha sviluppato un seguito di culto.

## Trama
Mok Swagger, un leggendario e folle musicista rock, è alla ricerca di una voce molto speciale le cui frequenze siano sufficienti da evocare un potente demone proveniente da un'altra dimensione. Il fatto che la sua popolarità sia in calo lo spinge a voler distruggere il mondo per vendetta e immortalare se stesso nel processo. Dopo aver viaggiato in giro per il mondo alla ricerca della voce giusta, torna nella sua città natale di Ohmtown, famosa per la sua unica centrale elettrica. Nel frattempo, in una discoteca, Omar, Angel, Dizzy e Stretch si esibiscono in un piccolo gruppo rock. Mentre Angel esegue la sua ballata romantica davanti a un pubblico per lo più vuoto, Mok si accorge che Angel ha la voce di cui ha bisogno, quando il suo anello reagisce alla voce della cantante. Quest'ultimo decide di invitare Angel e la band nella sua villa fuori città, dove viene formalmente presentata a lui e ai suoi assistenti, i "Rollerskating Schlepper Brothers" Toad, Sleazy e Zip. Mok inabilita Omar e Stretch con delle "Edison Balls", ovvero delle palle ipnotiche che causano uno stato di trance, mentre porta la ragazza a fare una passeggiata nel suo giardino e cerca di convincerla a unirsi a lui. Sebbene non sia a conoscenza delle vere intenzioni del musicista, Angel si rifiuta di abbandonare la sua band. Non volendo ammettere la sconfitta, Mok la rapisce e porta il suo dirigibile a Nuke York, dove verrà eseguita la sua evocazione, camuffata in un concerto.
Dopo la loro espulsione dalla villa, la band scopre cosa è successo ad Angel e seguono il dirigibile grazie a un'auto della polizia rubata, ma prima che raggiungano Nuke York, vengono arrestati da una guardia di frontiera. Nel frattempo, Angel tenta di scappare con l'aiuto inconsapevole di Cindy, detta Cenerentola, la sorella degli Schlepper. Mentre si intrufola nel sistema di ventilazione, Angel ascolta Mok confermare i suoi piani. In questo momento, il computer lo informa che l'unico modo per fermare il demone è con "Una voce, un cuore, una canzone", ma quando Mok chiede chi può farlo, il computer risponde che non c'è "nessuno". Angel e Cindy scappano dall'edificio e si dirigono alla discoteca a gravità zero "Club 666", ignari di essere seguite dagli Schlepper. La zia di Dizzy salva Omar e i suoi amici e racconta loro del club. Le ragazze vengono intercettate e riportate nell'appartamento, e la band cerca di seguirli. Omar alla fine incontra Mok, che usa un'imitatrice per ingannarlo, facendogli credere che Angel si sia innamorato di lui. Per manipolare Angel, Mok cattura la band e li tortura all'interno di una gigantesca Edison Ball per costringerla ad accettare le sue richieste, e inoltre fa loro il lavaggio del cervello per assicurarsi che stiano alla larga. Il concerto di Nuke York si rivela un disastro a causa di un'interruzione di corrente, poiché l'invocazione richiede un'immensa quantità di elettricità, così trasferisce l'evocazione a Ohmtown, la cui centrale elettrica ha abbastanza energia. Nel frattempo, uno dei fratelli Schlepper, Zip, esprime dubbi infantili sul fatto che le loro azioni siano buone o cattive, ma Mok respinge sgarbatamente sia le sue preoccupazioni che i suoi sentimenti. Durante il concerto, uno sbalzo di tensione provoca sovraccarichi in tutta la città, il che tra le altre cose libera Omar e i suoi amici dalla loro ipnosi.
Dizzy trova un poster che pubblicizza il concerto di Mok e Angel, e Stretch rimane con lui per salvarla. Dopo aver confessato che Omar ha visto Mok e Angel insieme, Dizzy cerca di ricordargli che sono tutti giochi mentali, ma Omar, credendo ancora al precedente inganno di Mok, rifiuta di aiutare Dizzy e Stretch a fermare il concerto. I due vanno pertanto senza di lui in un'auto della polizia rubata, ma si schiantano al concerto troppo tardi, poiché Mok riesce ad aprire un portale per la dimensione del demone, grazie alla voce di Angel. Un'enorme entità demoniaca emerge dal portale e inizia a devastare tutti i presenti, distruggendo parte del soffitto e divorando tre innocenti. Ma Omar cambia idea e arriva per liberare Angel dalle sue catene elettroniche prima che il demone possa rivoltarsi contro di lei. Quando il demone tenta di attaccare Omar, Zip si sacrifica per salvargli la via. Angel cerca di cantare per scacciare il demone, ma la sua voce da sola non è abbastanza forte da respingerlo, così Omar si unisce in armonia con lei, e la creatura viene indebolita, ferita e ricacciata nella propria dimensione. Mok viene gettato nel portale da Toad, che si vendica della morte di Zip per mano del demone. Poiché i suoi tentativi di uscire dal portale si rivelano inutili, prima di cadere nelle profondità del portale, capisce che "nessuno" non significava che il demone non potesse essere fermato, ma che "nessuna voce" poteva agire da sola; due voci e due cuori che cantavano all'unisono erano necessari per il controincantesimo. Il pubblico crede che il confronto sia stato parte della teatralità del concerto, e la band continua la loro canzone trionfante, mentre Mylar, il manager del nightclub di Ohmtown, annuncia la band come la nuova super rock band.

## Cast
- Don Francks nel ruolo di Mok Swagger
  - Lou Reed nel ruolo della voce cantata di Mok in "My Name is Mok" e "Triumph"; Iggy Pop nel ruolo della voce cantata di Mok in "Pain & Suffering"
- Greg Salata nel ruolo di Omar
  - Paul Le Mat come Omar nella versione americana
  - Robin Zander nel ruolo della voce cantata di Omar
- Susan Roman nel ruolo di Angel
  - Debbie Harry come voce cantata di Angel
- Samantha Langevin nel ruolo del computer di Mok
- Dan Hennessey nel ruolo di Dizzy
- Greg Duffell nel ruolo di Stretch e Zip.
- Chris Wiggins nei panni di Rospo
- Brent Titcomb dà la voce a Sleazy.
- Donny Burns come primo annunciatore radiofonico e Quadhole
- Martin Lavut come secondo annunciatore radiofonico e Mylar
- Catherine Gallant nel ruolo di Cindy
- Keith Hampshire come computer aggiuntivi
- Melleny Brown nei panni di una groupie della Carnegie Hall
- Anna Bourque nei panni di Edna e una voce da flipper
- Nick Nichols come guardia di frontiera
- John Halfpenny come zio Mikey
- Maurice LaMarche come marinaio
- Catherine O'Hara nel ruolo di zia Edith

## Produzione
Rock & Rule è stato il primo lungometraggio d'animazione della Nelvana ed è stato il primo film d'animazione canadese ad essere prodotto in inglese (Le Village enchanté, una produzione del Quebec del 1955, è stato il primo del paese, in assoluto). La produzione del film iniziò nel 1978, originariamente rivolta a un pubblico di bambini con il titolo Drats!. La premessa era simile alla sceneggiatura finale, incentrata su una rock band post-apocalittica composta da animali umanoidi che si sono evoluti dai topi dopo la scomparsa della razza umana. Tuttavia, invece di imprigionare e costringere Angel a cantare, Mok la trasformava in una chitarra e la suonava letteralmente per evocare la bestia. La troupe ha ritenuto che sarebbe stato più facile animare i personaggi dei cartoni animati, ma man mano che il film si è evoluto, gli acquirenti di Hollywood li hanno incoraggiati a distorcere il tono verso un pubblico più maturo.
Il film è stato prodotto senza una sceneggiatura ben definita; in modo che la troupe sviluppasse e lavorasse sulle sequenze, lasciando dei buchi per ulteriori strati della storia da aggiungere in seguito.
Il costo di produzione, 8 milioni di dollari in risorse dello studio, ha quasi fatto chiudere la Nelvana. Oltre 300 animatori hanno lavorato al film.
L'animazione era di qualità insolitamente alta per l'epoca e gli effetti speciali erano per lo più tecniche fotografiche, poiché la computer grafica era agli inizi. I computer sono stati utilizzati per generare solo poche immagini nel film.

## Distribuzione
Prima del suo completamento, Rock & Rule è stato acquisito dallo studio cinematografico di Hollywood MGM/UA nell'aprile 1983. Tuttavia, non si sono preoccupati del film e gli hanno concesso solo un'uscita estremamente piccola e limitata nelle sale, a causa di alcune scene che coinvolgono temi per adulti come la sessualità e le parolacce. Il film è stato commercializzato in modo univoco, rivelandosi un disastroso flop commerciale.

### Versioni alternative

#### Versione statunitense
Il distributore statunitense, MGM/UA Entertainment Company, non era entusiasta di Greg Salata, che doppiava Omar, e ha insistito sul fatto che sarebbe stato ridoppiato da un altro attore più popolare, insieme a diverse modifiche apportate al film. Paul Le Mat è stato scelto per sostituire Greg Salata. Anche il prologo è stato alterato, spiegando perché i personaggi sono in parte animali. Distribuito dalla United Artists nell'aprile 1983, il film non è riuscito a incassare al botteghino. È stata questa versione tagliata che ha trovato rapidamente la sua strada su VHS e LaserDisc.

#### Versione canadese
Il film è stato inizialmente trasmesso dalla Canadian Broadcasting Corporation nel 1985 (non tagliato e aggiungendo degli avvertimenti). Nel 1988, la Canadian Broadcasting Corporation iniziò a mandare in onda il montaggio originale, che comprendeva filmati extra, un mix audio diverso e più chiaro, la voce originale di Omar, riprese originali che erano state sostituite da filmati alternativi e la scena di Zip che riprendeva conoscenza nel finale.

### Home Media
Le copie originali home video di Rock & Rule sono estremamente difficili da trovare. MGM / UA Home Video ha distribuito il film su VHS nel 1984 in formato LaserDisc nel 1986. Entrambe queste edizioni andarono presto fuori stampa. Copie tarocche del film finirono per essere vendute alle convention di fumetti, ma queste copie elencavano erroneamente il film come realizzato da Ralph Bakshi. Subito dopo la sua scomparsa nel mercato dell'intrattenimento domestico, le copie del film potevano essere acquistate solo scrivendo a Nelvana, che ha addebitato una commissione di $ 80 per creare e inviare una copia video del film.
Il 7 giugno 2005, Unearthed Films ha distribuito il film per la prima volta in DVD. Il primo disco include il montaggio cinematografico e il secondo disco include il montaggio originale del film (sebbene la copia originale sia stata distrutta in un incendio; questa è stata presa da una fonte VHS) e The Devil and Daniel Mouse, lo speciale televisivo che è stato l'ispirazione per Rock & Rule. Altre caratteristiche erano la sequenza introduttiva alternativa di "Ring of Power" e una versione approssimativa leggermente diversa del finale. È incluso anche il trailer di Electric Dragon 80.000 V, un film giapponese del 2001 scritto e diretto da Sogo Ishii . Il 28 settembre 2010, un disco Blu-ray è stato rilasciato da Unearthed Films e contiene due versioni del film in un disco. Da allora entrambe le uscite di Unearthed Films sono andate fuori stampa.
Nelvana ha caricato il film sul suo canale YouTube, Retro Rerun, il 30 novembre 2019 (che è stato presentato nei formati americani VHS e LaserDisc). Il video è stato reso privato sul sito Web a partire da aprile 2022 (che era attualmente disponibile su Amazon Prime Video dopo l'acquisizione di MGM Holdings da parte di Amazon il 17 marzo 2022).

### Merchandise
A causa della mancanza di interesse della MGM per il film, è stata data pochissima promozione. Il film è stato menzionato in un episodio di Night Flight, quando Lou Reed venne intervistato e erroneamente accreditato come il doppiatore di Mok. La Marvel Comics ha pubblicato un adattamento a fumetti con immagini autentiche del film e della sua produzione in Marvel Super Special #25. Secondo il letterato e assistente al montaggio Michael Higgins, il fumetto ha venduto bene nonostante il film stesso abbia avuto solo un'uscita molto limitata.

## Critica
Nonostante il forte insuccesso commerciale, il film ha ricevuto delle critiche per lo più positive:
Spin Magazine ha definito Rock and Rule "il più grande musical di fantascienza stravagante mai dedicato ai film di animazione".
La critica Janet Maslin del New York Times ha commentato che "L'animazione ... ha uno strano modo di dotare i personaggi maschili di museruole dall'aspetto canino. In ogni caso, l'atmosfera è stupida e rumorosa."
La rivista American Film lo ha descritto come un "candidato all'Instant Midnight Movie Award".
Graham Young del Birmingham Mail ha dichiarato: "L'antitesi della Disney, e imperfetto ma in anticipo sui tempi, Rock & Rule sorprenderà e delizierà chiunque i cui interessi combinati includano graphic novel, film d'animazione e musica rock".
Mike McPadden di Vice ha scritto che "è divertente per i suoi meriti e fortemente nostalgico".
Keith Breese di Contact Music ha descritto Rock & Rule come "un capolavoro d'animazione stravagante e una visione selvaggiamente ambiziosa e rimane un trionfo tra i film d'animazione".
Da allora il film ha sviluppato un seguito di culto.

## Colonna sonora
Le canzoni di Iggy Pop, Lou Reed, Cheap Trick, Debbie Harry e Earth, Wind & Fire sono presenti nella colonna sonora.
Presumibilmente, a causa dell'uscita limitata del film e del fatto che gli artisti erano sotto contratto con diverse etichette discografiche, non è mai stato pubblicato un album vero e proprio, sebbene sia stata data alla stampa una cassetta promozionale con nove canzoni del film. Le uniche canzoni ad essere pubblicate in commercio sono tre di Cheap Trick, che vennero pubblicate nel loro cofanetto del 1996 Sex, America, Cheap Trick, così come l'unico contributo di Earth, Wind and Fire intitolato "Dance, Dance, Dance", che è stato rilasciato come singolo digitale nel 2012, e "Pain and Suffering" di Iggy Pop, che finalmente è emersa come bonus track nella riedizione del 2019 del suo album Zombie Birdhouse (è stata inclusa una registrazione completamente diversa della canzone nella ristampa dell'album del 1991). Inoltre, Debbie Harry ha rivisto il testo di "Angel's Song" e lo ha ribattezzato " Maybe for Sure ", che era presente nel suo album del 1989 Def, Dumb & Blonde.

### recezione critica
LA Weekly ha definito la colonna sonora "un miscuglio di canzoni rock" con la "traccia eccezionale" che è "Dance, Dance, Dance", la funky club jam degli Earth, Wind & Fire. Keith Breese di Contact Music ha notato che la colonna sonora "sembra certamente contemporanea", con "l'avvincente 'Angel Song' di Debbie Harry come momento clou".

### Elenco dell'album
1. Angel's Song – Debbie Harry
2. Send Love Through – Debbie Harry
3. Send Love Through-Finale – Debbie Harry & Robin Zander
4. Pain & Suffering – Iggy Pop
5. My Name Is Mok – Lou Reed
6. Triumph – Lou Reed
7. Born to Raise Hell – Cheap Trick
8. I'm the Man – Cheap Trick
9. Ohm Sweet Ohm – Cheap Trick
10. Dance Dance Dance – Earth, Wind & Fire
11. Hot Dogs and Sushi – Melleny Brown